# アカデミー国際長編映画賞インド代表作品の一覧
インドは1957年に初めてアカデミー国際長編映画賞に映画を出品した。アカデミー国際長編映画賞はアメリカ合衆国の映画芸術科学アカデミー（AMPAS）が主催し、アメリカ合衆国以外の国で製作され、主要な会話が英語以外で占められた長編映画を対象としている。1947年から1955年までAMPASはアメリカ合衆国内で公開された優れた外国語映画に対し、アカデミー名誉賞を贈っていた。その際には他の候補作品と競い合うという方式ではなく、アカデミー理事会の投票により受賞作のみが選出されていた。

## 選考
選考委員会はインド映画連盟が任命し、その年に公開された映画の中から代表作品を選出する。代表作品は英語字幕が付けられた後にアカデミー理事会に送付され、選考される。初めて代表作品に選出されたのは1957年公開の『インドの母』であり最終選考まで残ったものの、1票差で受賞を逃した。1984年以降は毎年代表作品を選出しているが、2003年のみ「他国の代表作品と競うことができる品質の映画が存在しない」という理由で代表作品を選出していない。2025年時点でノミネートされたインド映画は『インドの母』『サラーム・ボンベイ!』『ラガーン』のみである。2011年に第58回国家映画賞選考委員会は、国家映画賞 長編映画賞を受賞した映画を代表作品として選出するべきと勧告した。しかし、2020年時点で国家映画賞長編映画賞受賞作品が代表作品に選出されたのは、第88回アカデミー賞に提出された『裁き』のみである。
2007年にヴィドゥ・ヴィノード・チョープラーの『Eklavya: The Royal Guard』が代表作品に選出された際、『Dharm』の監督バヴナ・タルワルは選考委員に『Eklavya: The Royal Guard』の関係者であるランジット・バハードゥルが任命されていることから、選考プロセスに不備があったと主張して裁判所に訴える騒ぎが起きた。この騒動をきっかけにインド映画連盟は選考プロセスに関するガイドラインを作成し、競争力のある大作映画の製作及び商業利用に関わっている人物は選考委員に就任することができなくなった。また、代表作品選出後には多額のプロモーション費用がかかるため（アーミル・カーンは『ラガーン』のプロモーションに20万ドルの費用を投じたとされている）、小規模な独立系映画は選考において不利な立場にあることが指摘されている。

## 代表作
| 年 （授賞式）   | 日本語題                   | 出品時の英題             | 原題                                         | 言語                  | 監督                                   | 結果       |
| --------------- | -------------------------- | ------------------------ | -------------------------------------------- | --------------------- | -------------------------------------- | ---------- |
| 1957 （第30回） | インドの母                 | Mother India             | Mother India (मदर इंडिया)                       | ヒンドゥスターニー語  | メーブーブ・カーン                     | ノミネート |
| 1958 （第31回） |                            | Madhumati                | Madhumati (मधुमती)                             | ヒンドゥスターニー語  | ビマル・ロイ                           | 落選       |
| 1959 （第32回） | 大樹のうた                 | The World of Apu         | Apur sansar (অপুর সংসার)                        | ベンガル語            | サタジット・レイ                       | 落選       |
| 1962 （第35回） | 旦那様と奥様と召使い       | Sahib Bibi Aur Ghulam    | Sahib Bibi Aur Ghulam (साहिब बीबी और ग़ुलाम)        | ヒンドゥスターニー語  | アブラール・アルヴィ                   | 落選       |
| 1963 （第36回） | ビッグ・シティ             | Metropolis               | Mahanagar (মহানগর)                            | ベンガル語            | サタジット・レイ                       | 落選       |
| 1965 （第38回） |                            | The Guide                | Guide (गाइड)                                  | ヒンディー語          | ヴィジャイ・アーナンド                 | 落選       |
| 1966 （第39回） | 都の花嫁アムラパーリー     | Amrapali                 | Amrapali (अम्रपल्ली)                            | ヒンディー語          | レーク・タンドン                       | 落選       |
| 1967 （第40回） |                            | The Last Letter          | Aakhri Khat (आखरी ख़त)                         | ヒンディー語          | チェタン・アーナンド                   | 落選       |
| 1968 （第41回） |                            | Elder Sister             | Majhli Didi (मझली दीदी)                         | ヒンディー語          | リシケーシュ・ムカルジー               | 落選       |
| 1969 （第41回） |                            | Deiva Magan              | Deiva Magan (தெய்வ மகன்)                        | タミル語              | A・C・ティルロクチャンダル             | 落選       |
| 1971 （第44回） |                            | Reshma Aur Shera         | Reshma Aur Shera (रेशमा और शेरा)                 | ヒンディー語          | スニール・ダット                       | 落選       |
| 1972 （第45回） |                            | Uphaar                   | Uphaar (उपहार)                                | ヒンディー語          | スデンドゥ・ロイ                       | 落選       |
| 1973 （第46回） |                            | Saudagar                 | Saudagar (सौदागर)                              | ヒンディー語          | スデンドゥ・ロイ                       | 落選       |
| 1974 （第47回） | 熱風                       | Hot Winds                | Garam Hawa (गरम हवा)                          | ウルドゥー語          | M・S・サティユー                       | 落選       |
| 1977 （第50回） |                            | Manthan                  | Manthan (मंथन)                                | ヒンディー語          | シャーム・ベネガル                     | 落選       |
| 1978 （第51回） | チェスをする人             | The Chess Players        | Shatranj Ke Khilari (शतरंज के खिलाड़ी)             | ヒンドゥスターニー語  | サタジット・レイ                       | 落選       |
| 1980 （第53回） |                            | Payal Ki Jhankaar        | Payal Ki Jhankaar (पायल की झंकार)                | ヒンディー語          | サティエン・ボース                     | 落選       |
| 1984 （第57回） |                            | Saaransh                 | Saaransh (सारांश)                               | ヒンディー語          | マヘーシュ・バット                     | 落選       |
| 1985 （第58回） |                            | Saagar                   | Saagar (सागर)                                 | ヒンディー語          | ラメーシュ・シッピー                   | 落選       |
| 1986 （第59回） |                            | Swati Mutyam             | Swati Mutyam (స్వాతి ముత్యం)                       | テルグ語              | K・ヴィシュワナート                    | 落選       |
| 1987 （第60回） | ナヤカン/顔役              | Nayakan                  | Nayakan (நாயகன்)                               | タミル語              | マニラトナム                           | 落選       |
| 1988 （第61回） | サラーム・ボンベイ!        | Salaam Bombay!           | Salaam Bombay! (सलाम बॉम्बे)                     | ヒンディー語          | ミーラー・ナーイル                     | ノミネート |
| 1989 （第62回） | 鳥                         | Parinda                  | Parinda (परिंदा)                                | ヒンディー語          | ヴィドゥ・ヴィノード・チョープラー     | 落選       |
| 1990 （第63回） | アンジャリ                 | Anjali                   | Anjali (அஞ்சலி)                                | タミル語              | マニラトナム                           | 落選       |
| 1991 （第64回） | 愛しのヘナ                 | Henna                    | Henna (حنا)                                  | ヒンドゥスターニー語  | ランディール・カプール                 | 落選       |
| 1992 （第65回） |                            | Thevar Magan             | Thevar Magan (தேவர் மகன்)                       | タミル語              | バーラタン                             | 落選       |
| 1993 （第66回） | ルダリ 悲しむもの          | Rudaali                  | Rudaali (रुदाली)                                | ヒンディー語          | カルパナ・ラージュミー                 | 落選       |
| 1994 （第67回） | 女盗賊プーラン             | Bandit Queen             | Bandit Queen (बैंडिट क्वीन)                       | ヒンディー語          | シェーカル・カプール                   | 落選       |
| 1995 （第68回） |                            | Kuruthipunal             | Kuruthipunal (குருதிப்புனல்)                       | タミル語              | P・C・シュリーラーム                   | 落選       |
| 1996 （第69回） | インドの仕置人             | Indian                   | Indian (இந்தியன்)                               | タミル語              | シャンカル                             | 落選       |
| 1997 （第70回） |                            | Guru                     | Guru (ഗുരു)                                    | マラヤーラム語        | ラジーヴ・アンチャル                   | 落選       |
| 1998 （第71回） | ジーンズ 世界は2人のために | Jeans                    | Jeans (ஜீன்ஸ்)                                  | タミル語              | シャンカール                           | 落選       |
| 1999 （第72回） |                            | Earth                    | 1947: Earth (1947: अर्थ)                      | ヒンディー語          | ディーパ・メータ                       | 落選       |
| 2000 （第73回） | ヘー・ラーム               | Hey Ram                  | Hey Ram (ஹே ராம் हे राम)                          | タミル語 ヒンディー語 | カマル・ハーサン                       | 落選       |
| 2001 （第74回） | ラガーン                   | Lagaan                   | Lagaan (लगान)                                 | ヒンディー語          | アシュトーシュ・ゴーワリケール         | ノミネート |
| 2002 （第75回） | デーヴダース               | Devdas                   | Devdas (देवदास)                                | ヒンディー語          | サンジャイ・リーラー・バンサーリー     | 落選       |
| 2004 （第77回） |                            | The Breath               | Shwaas (श्वास)                                 | マラーティー語        | サンディープ・サワント                 | 落選       |
| 2005 （第78回） |                            | Riddle                   | Paheli (पहेली)                                 | ヒンディー語          | アモール・パレカル                     | 落選       |
| 2006 （第79回） |                            | Rang De Basanti          | Rang De Basanti (रंग दे बसंती)                   | ヒンディー語          | ラケーシュ・オームプラカーシュ・メーラ | 落選       |
| 2007 （第80回） |                            | Eklavya: The Royal Guard | Eklavya: The Royal Guard (एकलव्य – दी रॉयल गार्ड) | ヒンディー語          | ヴィドゥ・ヴィノード・チョープラー     | 落選       |
| 2008 （第81回） | 地上の星たち               | Like Stars on Earth      | Taare Zameen Par (तारे ज़मीन पर)                 | ヒンディー語          | アーミル・カーン                       | 落選       |
| 2009 （第82回） | ハリシュチャンドラの工場   | Harishchandra's Factory  | Harishchandrachi Factory (हरिश्‍चंद्राची फॅक्टरी)       | マラーティー語        | パレーシュ・モーカーシー               | 落選       |
| 2010 （第83回） | こちらピープリー村         | Peepli Live              | Peepli Live (लाइव)                            | ヒンディー語          | アヌーシャ・ラズヴィ                   | 落選       |
| 2011 （第84回） | アブ、アダムの息子         | Abu, Son of Adam         | Adaminte Makan Abu (ആദാമിന്റെ മകൻ അബു)            | マラヤーラム語        | サリーム・アフマド                     | 落選       |
| 2012 （第85回） | バルフィ! 人生に唄えば     | Barfi!                   | Barfi! (बर्फी!)                                | ヒンディー語          | アヌラーグ・バス                       | 落選       |
| 2013 （第86回） |                            | The Good Road            | The Good Road (ધી ગુડ રોડ)                      | グジャラート語        | ギャン・コレア                         | 落選       |
| 2014 （第87回） | ライアーズ・ダイス         | Liar's Dice              | Liar's Dice (लायर्स डाइस)                       | ヒンディー語          | ギートゥ・モハンダス                   | 落選       |
| 2015 （第88回） | 裁き                       | Court                    | Court (कोर्ट)                                  | マラーティー語        | チャイタニヤ・タームハネー             | 落選       |
| 2016 （第89回） |                            | Visaranai                | Visaranai (விசாரணை)                             | タミル語              | ヴェトリマーラン                       | 落選       |
| 2017 （第90回） | ニュートン                 | Newton                   | Newton (न्यूटन)                                | ヒンディー語          | アミット・V・マスルカル                | 落選       |
| 2018 （第91回） |                            | Village Rockstars        | Village Rockstars                            | アッサム語            | リマ・ダス                             | 落選       |
| 2019 （第92回） | ガリーボーイ               | Gully Boy                | Gully Boy (गली बॉय)                            | ヒンディー語          | ゾーヤー・アクタル                     | 落選       |
| 2020 （第93回） | ジャッリカットゥ 牛の怒り  | Jallikattu               | Jallikattu (ജെല്ലിക്കെട്ട്)                         | マラヤーラム語        | リジョー・ジョーズ・ペッリシェーリ     | 落選       |
| 2021 （第94回） | 小石                       | Pebbles                  | Koozhangal (கூழாங்கல்)                           | タミル語              | P・S・ヴィノートラージ                 | 落選       |
| 2022 （第95回） | エンドロールのつづき       | Last Film Show           | Chhello Show (છેલ્લો શો)                         | グジャラート語        | パン・ナリン                           | 落選       |
| 2023 （第96回） |                            | 2018                     | 2018                                         | マラヤーラム語        | ジュード・アンサニー・ジョゼフ         | 落選       |
| 2024 （第97回） | 花嫁はどこへ?              | Laapataa Ladies          | Laapataa Ladies                              | ヒンディー語          | キラン・ラオ                           | 落選       |